# Löffler-Syndrom
Das Löffler-Syndrom ist eine allergische Entzündung von Herz (Löffler-Endokarditis), ZNS, Haut, Lunge, Augen und/oder des Gastrointestinaltraktes mit eosinophiler Infiltration und ausgeprägter Eosinophilie des Blutes. Das Syndrom ist benannt nach dem Schweizer Internisten Wilhelm Löffler (1887–1972).
Meist findet sich kein Auslöser (idiopathisch) der Erkrankung. Ursachen einer Eosinophilie können
- Parasitosen, insbesondere durch Wurmlarven[1]
- Medikamentennebenwirkungen (Antibiotika, Zytostatika, Antidepressiva, Anabolika),
- Allergien,
- Granulomatosen,
- Malignome, insbesondere Leukämien oder
- Aspergillose

sein.
Die Beschwerden sind abhängig von der Organmanifestation.
Die Therapie richtet sich nach der Grunderkrankung.